# Kỳ nghỉ chết cười
Kỳ nghỉ chết cười (tựa gốc tiếng Anh: Blended) là một bộ phim hài lãng mạn của Mỹ sản xuất năm 2014 được dựa trên kịch bản của Ivan Menchell và Clare Sera, với sự tham gia của các diễn viên Adam Sandler và Drew Barrymore với dàn diễn viên gồm Bella Thorne, Emma Fuhrmann, Terry Crew, Joel McHale, Wendi McLendon - Covey, Kevin Nealon và Shaquille O'Neal, bộ phim đã được phát hành vào ngày 23 tháng 5 năm 2014. Kỳ nghỉ chết cười Phim là sự tái hợp của cặp đôi Adam Sandler – Drew Barrymore, nó đánh dấu sự hợp tác lần thứ ba giữa các diễn viên hài Sandler và Barrymore, sau bộ phim The Wedding Singer' và 50 First Dates. Phim lấy bối cảnh ở vùng châu Phi hùng vĩ và hoang dã.

## Nội dung
Kỳ nghỉ chết cười là câu chuyện về ông bố goá vợ Jim Friedman (do Adam Sandler thủ vai) và bà mẹ đơn thân Lauren Reynolds (do Drew Barrymore thủ vai). Định mệnh cho họ gặp nhau bằng một buổi hẹn hò xem mặt rắc rối khiến cả hai đều quyết định không bao giờ gặp lại nhau. Nhưng cặp đôi này cứ phải chạm mặt nhau hết lần này đến lần khác và hai gia đình của họ tình cờ gặp nhau, thậm chí còn phải ở chung một phòng trong một khu nghỉ mát sang trọng ở châu Phi. Hai gia đình buộc phải ở chung phòng và đi chơi chung với nhau vì họ đều sử dụng vé chui. Sau một tuần gắn bó, hai gia đình dần chuyển từ xung đột sang tình cảm, Jim và Lauren cũng bắt đầu có cảm tình với nhau.
Nhân vật nam chính Jim Friedman là một người đàn ông góa vợ nuôi dưỡng ba cô con gái và nhân vật nữ chính Lauren Reynolds là một người phụ nữ đã ly hôn, có hai cậu con trai với nhiều rắc rối nực cười quanh cách nuôi dưỡng con của ông bố, bà mẹ này. Adam Sandler đóng vai ông bố góa vợ nuôi ba cô con gái còn Drew Barrymore đóng vai một người phụ nữ bị chồng phụ bạc, một mình nuôi hai cậu con trai. Adam Sandler là một người đàn ông vững chãi, Drew Barrymore ngọt ngào, duyên dáng, hài hước, tuy nhiên biên kịch cho cô thêm tính cách thích kiểm soát, luôn căng thẳng trước mọi vấn đề. Ba con của Jim dù là gái nhưng được bố - một nhân viên của cửa hàng thể thao - cho ăn mặc như con trai. Ngược lại, bà mẹ Lauren thì hướng con trai tránh xa những trò chơi vận động mạnh mẽ, trong khi hai cậu nhóc chỉ thích quậy phá, leo trèo.
Có hàng loạt tình huống khó xử trong quá trình nuôi dạy con của hai nhân vật chính. Lauren cẩn thận, cầu kỳ không sao kiểm soát được hai cậu con trai nghịch. Jim yêu ba cô con gái nhưng có phần qua loa trong việc nuôi dạy con, không biết xử lý thế nào với những rắc rối tâm sinh lý khi con gái lớn. Bên cạnh hai diễn viên chính, dàn diễn viên phụ gồm năm đứa con (ba gái, hai trai) cùng nhiều nhân vật khác trong khu vực khách sạn cũng tạo ra những câu chuyện hài hước rất độc đáo. Đạo diễn Frank Coraci đã xây dựng được nhiều nhân vật với nhiều tính cách khác nhau và đã dung hòa rất tốt trong cùng một bộ phim, mỗi nhân vật đều có cá tính riêng.
Kịch tính bắt đầu khi Jim và Lauren vô tình gặp lại nhau trong chuyến du lịch châu Phi sau khi đã thất vọng về nhau trong lần đầu hẹn hò. Đã vậy, hai gia đình của họ còn được sắp xếp ở chung phòng, đi chơi chung với nhau. Không chỉ người lớn đấu khẩu, bọn trẻ cũng đối đầu nhau. Sau một tuần, họ hiểu nhau hơn, từ chiến tranh chuyển thành hòa bình, từ ghét thành yêu, từ hai gia đình thành một mái ấm.
Châu Phi đầy nắng gió chính là nơi hàn gắn, kết nối hai gia đình oan gia trong Kỳ nghỉ chết cười. Chính khung cảnh hoang dã nhưng không kém phần lãng mạn và sôi động của châu Phi đã đưa Jim và Lauren đến gần nhau hơn. Hai gia đình oan gia những tưởng sẽ ghét nhau nhưng sau một tuần cùng nhau khám phá, trải nghiệm các hoạt động ở châu Phi, họ đã hiểu nhau và xích lại gần nhau. Vùng đất hoang dã này đã trở thành lý do quan trọng trong sự tiến triển tình cảm của cặp đôi nhân vật chính cũng như hai gia đình.
Hilary phải lòng Jake, một chàng trai trong nhóm du khách, từ cái nhìn đầu tiên. Jim thân thiết với hai cậu con trai của Lauren, giúp chúng chơi một số môn thể thao mạo hiểm. Lauren cũng thân thiết với ba cô con gái của Jim, giúp Hilary thay đổi phong cách từ tomboy sang dịu dàng nữ tính hơn, việc này làm Jake chú ý đến cô. Jim và Lauren bắt đầu nảy sinh tình cảm với nhau. Vào đêm cuối cùng của chuyến du lịch, Jim và Lauren có một bữa ăn tối lãng mạn, cả hai sắp hôn nhau thì Jim bỗng dưng từ chối.
Sau khi về Mỹ, Jim nhận ra rằng anh yêu Lauren rất nhiều. Được sự động viên của các con, Jim mang một bó hoa đến nhà Lauren để tặng cô, dự định tỏ tình với cô nhưng lại gặp chồng cũ của cô là Mark. Sự hiện diện của Mark khiến Jim buồn bã ra về. Mark muốn tái hợp với Lauren nhưng cô từ chối vì cô cho rằng anh ta không phải người bố tốt và anh ta đã từng ngoại tình khi họ còn là vợ chồng.
Lauren và Brendan đến ủng hộ Tyler trong trận đấu bóng chày. Mark lại bận công việc nên không thể đến xem con trai thi đấu. Jim và ba cô con gái bất ngờ đến cổ vũ cho Tyler, giúp cậu chơi một cách tự tin hơn và giành chiến thắng. Sau đó Jim và Lauren thổ lộ tình cảm với nhau rồi hôn nhau trước sự vui mừng của những đứa con của họ.

## Diễn viên
- Adam Sandler trong vai Jim Friedman
- Drew Barrymore trong vai Lauren Reynolds
- Bella Thorne trong vai Hillary "Larry" Friedman
- Emma Fuhrmann trong vai ESPN Friedman
- Braxton Beckham trong vai Brendan Reynolds
- Alyvia Alyn Lind trong vai Lou Friedman
- Kyle Red Silverstein trong vai Tyler Reynolds
- Shaquille O'Neal trong vai Doug
- Terry Crews trong vai Nickens
- Abdoulaye N'Gom trong vai Mfana
- Joel McHale trong vai Mark
- Wendi McLendon - Covey trong vai Jen
- Kevin Nealon trong vai Eddy
- Jessica Lowe trong vai Ginger
- Dan Patrick trong vai Dick
- Zak Henri trong vai Jake
- Alexis Arquette trong vai Georgina
- Allen Covert trong vai 220 Tom
- Mary Pat Gleason trong vai nhân viên thu ngân
- Dale Steyn
- Và các diễn viên khác.

## Nhận xét
Tại Việt Nam, phim được một số báo chí đánh giá cao vì tính nhẹ nhàng và tính nghệ thuật của phim. Nhiều ý kiến cho rằng sau khi xem Blended nhiều người sẽ phải thay đổi quan niệm hoàn toàn về một châu Phi là nghèo đói, là nhàm chán, là vô vị vì những cảnh trong phim như bầu trời xanh thẳm, ánh nắng vàng ruộm, không gian mênh mông hùng vĩ, khung cảnh hoang dã nơi đây đã trở thành một hoạt động tham quan phục vụ cho du lịch và được khắc họa rất rõ nét trong bộ phim. Đặc biệt là khi gia đình Blended hòa vào dòng người ca hát nhảy múa trên đường phố, cùng tham gia các trò chơi vận động như chèo thuyền hay nhảy dù, cưỡi đà điểu, đồng thời cũng được tham quan cuộc sống hoang dã của các loài động vật ở châu Phi, những hoạt động thú vị, những con người đậm chất châu Phi. Không khí vui nhộn, sôi động của châu Phi trở thành bản nhạc nền xuyên suốt bộ phim từ đầu tới cuối.
Bộ phim này có nhiều tình huống gây cười với những câu thoại hông minh, hài hước, nhiều tình huống gây cười khó lường, và tuyến nhân vật phụ đáng yêu. Trong phim có một ban nhạc ở châu Phi lập dị. Họ luôn xuất hiện ở những tình huống bất ngờ nhất, hát đúng tâm trạng của nhân vật nhất, hài hước như phim hoạt hình vậy và mang đến tiếng cười, niềm hạnh phúc lây lan cho khán giả. tình huống gây cười trong phim duyên dáng chứ không thô tục Kỳ nghỉ chết cười tôn vinh những giá trị tình thân ở mức cao nhất, khiến người xem không khỏi xúc động. Giữa những tình huống hài hước tràn ngập trong phim, vẫn có những giây phút lắng đọng khi những đứa trẻ sống trong gia đình thiếu cha, mẹ bày tỏ tâm tư, những khoảnh khắc đầy cảm động về tình cảm giữa cha mẹ và con cái. Cho nên đây là bộ phim giúp khán giả nghĩ về cuộc sống một cách lạc quan hơn, và biết cách yêu thương hơn.
Kỳ nghỉ chết cười cũng là bộ phim hiếm hoi mang đến khán giả những hình ảnh và giai điệu đậm nét văn hóa của vùng đất châu Phi, nơi có vô vàn hoạt động thú vị diễn ra. Khán giả xem phim chứng kiến các buổi đi xem thú đầy chân thực, những màn cưỡi đà điểu vui nhộn hay những chuyến bay dù lượn, châu Phi hiện ra trên phim đẹp. Bối cảnh một châu Phi hoang dã và phần âm nhạc với những giai điệu rộn rã, những khung hình lãng mạn của thiên nhiên cùng các trò chơi mạo hiểm, vui nhộn như cưỡi đà điểu, ngồi trên xe jeep hoặc bay dù lượn nhìn rừng rậm, ngắm những con thú hoang. Cách xử lý góc quay trong phim không quá nổi loạn nhưng lại rất độc đáo, không quá cũ kỹ hay cổ điển. Cách di chuyển máy quay nhiều nhưng không dày đặc giúp không khí trong phim chuyển động rất nhẹ nhàng, vừa đủ để nó không bị nhàm chán và cũng vừa đủ để không khiến khán giả bị phân tâm khỏi nội dung. Âm nhạc cũng đóng góp vai trò lớn trong thành công của bộ phim với những âm nhạc đậm chất châu Phi và đây là bộ phim không nên bỏ qua.